# Jacques Lauriston
Jacques Jean Alexandre Bernard Law de Lauriston (Pondicherry, Indija, 1. veljače 1768. – Pariz, Francuska, 11. lipnja 1828.), francuski vojskovođa i diplomat, maršal Francuske.
General Lauriston bio je zapovjednik francuskih postrojba od oko tisuću vojnika, koji su obmanom 27. svibnja 1806. ušli u Dubrovnik te ga okupirali. Bio je to de facto kraj Dubrovačke Republike, koja je konačno ukinuta 1808. godine.